# Répceszentgyörgy
Répceszentgyörgy község a Nyugat-Dunántúli régióban, Vas vármegyében, a Sárvári járásban.

## Fekvése
A Kisalföldön, a Répce folyó jobb partján fekszik, a vármegye északi részén. A szomszédos települések: kelet felől Hegyfalu, dél felől Pósfa, délnyugat felől Szeleste, nyugat felől Gór, észak felől pedig a Répce bal partján fekvő Chernelházadamonya. A megyeszékhely, Szombathely körülbelül 25 kilométerre, Sárvár, illetve Répcelak egyaránt nagyjából 15–15 kilométerre található.

### Megközelítése
Közúton a 86-os főútról érhető el, Hegyfalutól nyugatra letérve, a 8632-es úton; ugyanezen az úton érhető el Bő felől, a Tompaládony (84-es főút) - Csepreg között húzódó 8614-es út irányából is.
A közúti tömegközlekedést a Volánbusz autóbuszai biztosítják.
Vasútvonal nem vezet át a településen, bár a déli határszélének közvetlen közelében húzódik a MÁV 16-os számú Hegyeshalom–Porpác-vasútvonala. A legközelebbi vasúti csatlakozási lehetőséget Hegyfalu vasútállomás kínálja, mintegy 4,5 kilométerre keletre.

## Története
Első írásos említése 1415-ből származik, Zenthgerg alakban. A Szentgyörgyi Horváth család birtoka volt egészen a 20. század elejéig. Évi 4 országos vásár tartására volt jogosult, ami mezővárosi rangot is jelentett egyben.
1599-ben a lakosság áttért az evangélikus hitre.

## Közélete

### Polgármesterei
- 1990–1994: Kovács Istvánné (független)[4]
- 1994–1998: Kovács Istvánné (független)[5]
- 1998–2002: Kovács Istvánné (független)[6]
- 2002–2006: Kovács Istvánné (független)[7]
- 2006–2010: Kovács Istvánné (független)[8]
- 2010–2012: Horváth Károly Zsolt (független)[9]
- 2012–2014: Gróf Istvánné (független)[10]
- 2014–2017: Gróf Istvánné (független)[11]
- 2017–2019: Kovácsné Kelemen Gertrúd Margit (független)[12]
- 2019–2024: Kovácsné Kelemen Gertrúd Margit (független)[13]
- 2024– : Kovácsné Kelemen Gertrúd Margit (független)[1]

A településen 2012. április 15-én időközi polgármester-választást (és képviselő-testületi választást) kellett tartani, mert a képviselő-testület néhány hónappal korábban az önfeloszlatás mellett döntött. A választás három jelöltje között elindult a korábbi polgármester is, de négy szavazatnyi különbséggel, 29:33 arányban alulmaradt az őt kihívó két hölgy eredményesebbikével szemben.
2017. július 23-án ismét időközi polgármester-választást tartottak a községben, ezúttal az előző polgármester lemondása okán.

### Népesség
2001-ben a lakosok 100%-a magyarnak vallotta magát.
A 2011-es népszámlálás során a lakosok 94%-a magyarnak, 6,9% németnek mondta magát (3,4% nem nyilatkozott; a kettős identitások miatt a végösszeg nagyobb lehet 100%-nál).
2022-ben a lakosság 90,3%-a vallotta magát magyarnak, 7,5% németnek, 0,7% románnak, 0,7% örménynek, 1,5% egyéb, nem hazai nemzetiségűnek (8,2% nem nyilatkozott; a kettős identitások miatt a végösszeg nagyobb lehet 100%-nál). Vallásuk szerint 46,3% volt római katolikus, 3,7% református, 2,2% evangélikus, 1,5% görög katolikus, 0,7% egyéb keresztény, 5,2% felekezeten kívüli (40,3% nem válaszolt).
- 1840: 299 fő
- 1910: 376 fő
- 1940: 421 fő
- 1983: 279 fő
- 1990: 247 fő
- 2001: 132 fő
- 2009: 115 fő

| Lakosok száma | 108  | 106  | 103  | 98   | 102  | 103  | 124  | 134  | 127  | 139  |
|               | 2013 | 2014 | 2015 | 2016 | 2017 | 2018 | 2021 | 2022 | 2023 | 2024 |

## Vallás
A 2001-es népszámlálás adatai alapján a lakosság kb. 93%-a római katolikus, és kb. 4%-a református vallású. Kb. 3% nem tartozik egyetlen egyházhoz vagy felekezethez sem, illetve nem válaszolt.
2011-ben a vallási megoszlás a következő volt: római katolikus 83,6%, református 5,2%, evangélikus 2,6%, felekezet nélküli 0,9% (7,8% nem nyilatkozott).

### Római katolikus egyház
A Szombathelyi egyházmegye (püspökség) Sárvári Esperesi Kerületében lévő Hegyfalui plébániához tartozik, mint filia. Római katolikus templomának titulusa: Szent György. Katolikus anyakönyveit 1716 óta vezetik.

### Református egyház
A Dunántúli Református Egyházkerület (püspökség) Őrségi Református Egyházmegyéjébe (esperesség) tartozik. Nem önálló anyaegyházközség, csak szórvány.

### Evangélikus egyház
A Nyugati (Dunántúli) Evangélikus Egyházkerület Vasi Egyházmegyéjében lévő Nagygeresdi Evangélikus Egyházközséghez tartozik, mint szórvány.

## Természeti értékek
- A kastély parkja természetvédelmi terület.
- A Répce folyó és árterülete.

## Nevezetességei

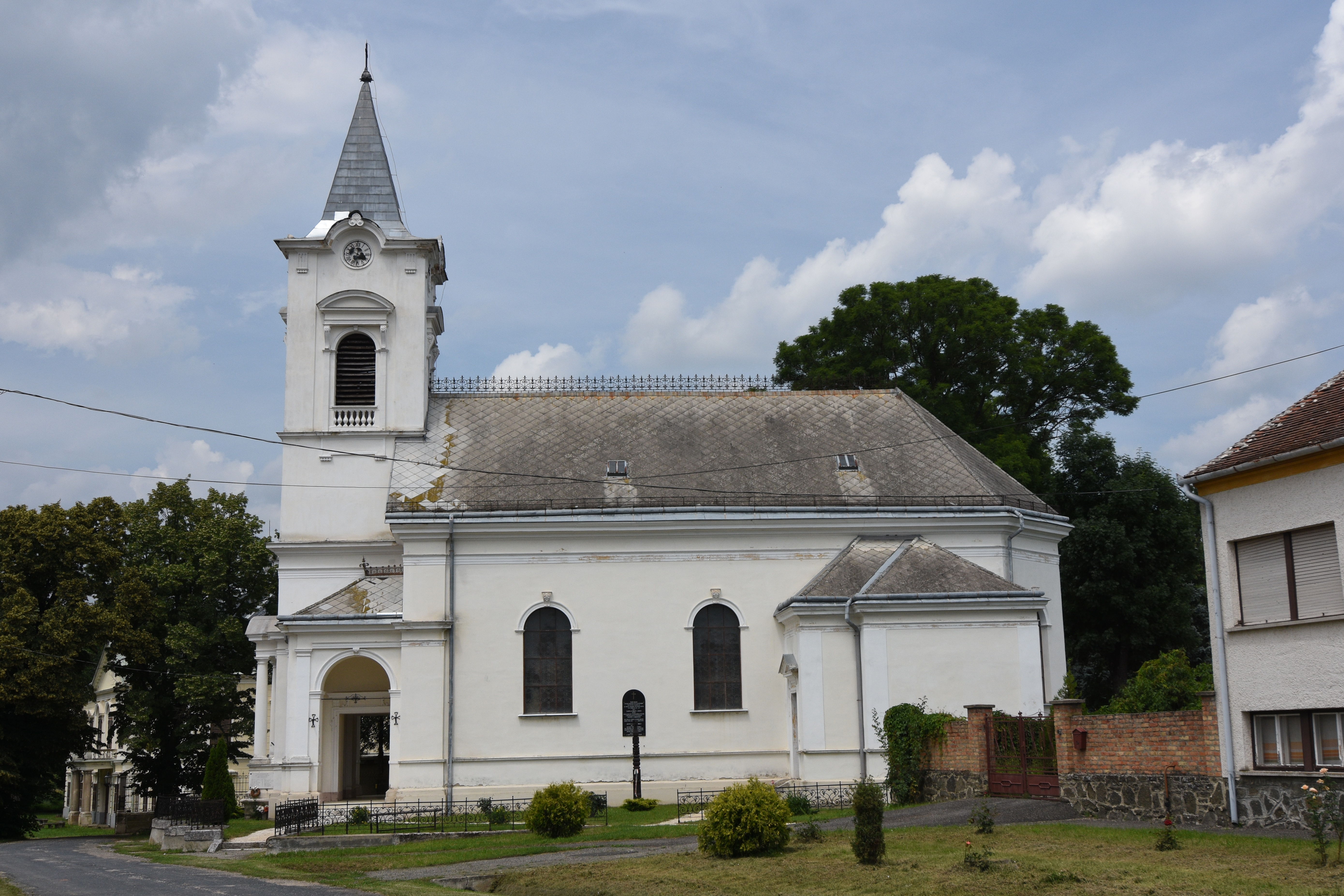
A római katolikus templom

- Szentgyörgyi Horváth-kastély: 1790 körül épült, késő barokk stílusban, Hefele Menyhért tervei alapján. Építtetője Szentgyörgyi Horváth Zsigmond volt. Egyemeletes épület. A 19. század végén eklektikus stílusban átalakították. 1905-1945 között a szombathelyi püspök nyaralója volt.
- Kerti lak: Szintén 1790 körül épült, Hefele Menyhért tervei alapján.
- Az aradi vértanúk emlékoszlopai.
- Római katolikus (Szent György-) templom. Eredetileg a középkorban épült. 1770-ben a Szentgyörgyi Horváth család újjáépítette, majd 1880 körül eklektikus stílusban átalakították. Érdekessége az 1777-ben készült feketemárvány keresztelőkút, figurális - Jézus megkeresztelését ábrázoló - sárgaréz tetővel.
- Mária-szobor: A 18. század elején készült, barokk stílusban.
- Gazdasági épület: 1790 körül épült, Hefele Menyhért tervei alapján, késő barokk stílusban.

## Híres emberek

### Itt született
- 1865. március 16-án Kováts S. János (1865–1930u.) irodalomtörténész, nyelvész, tankönyvíró.
- 1912. május 23-án Bozzay Dezső (1912–1974) ipari formatervező, építő-iparművész, a modern ipari formatervezés hazai úttörőinek egyike.

### Itt hunyt el
- 1945. március 28-án (vagy másnap) gróf zabolai Mikes János (1876–1945) szombathelyi megyés püspök, címzetes érsek.

## Képgaléria

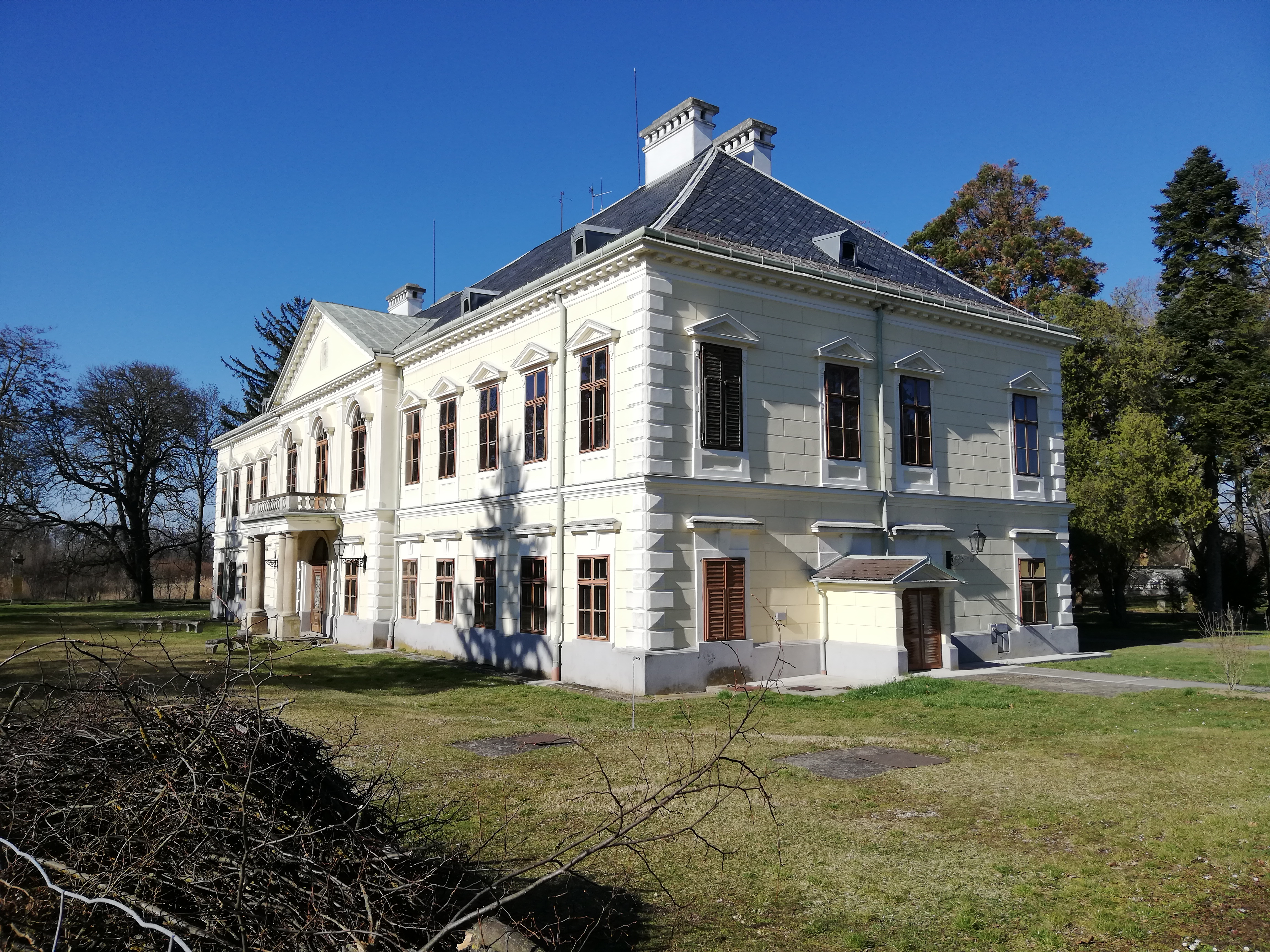
A kastély a falu felől
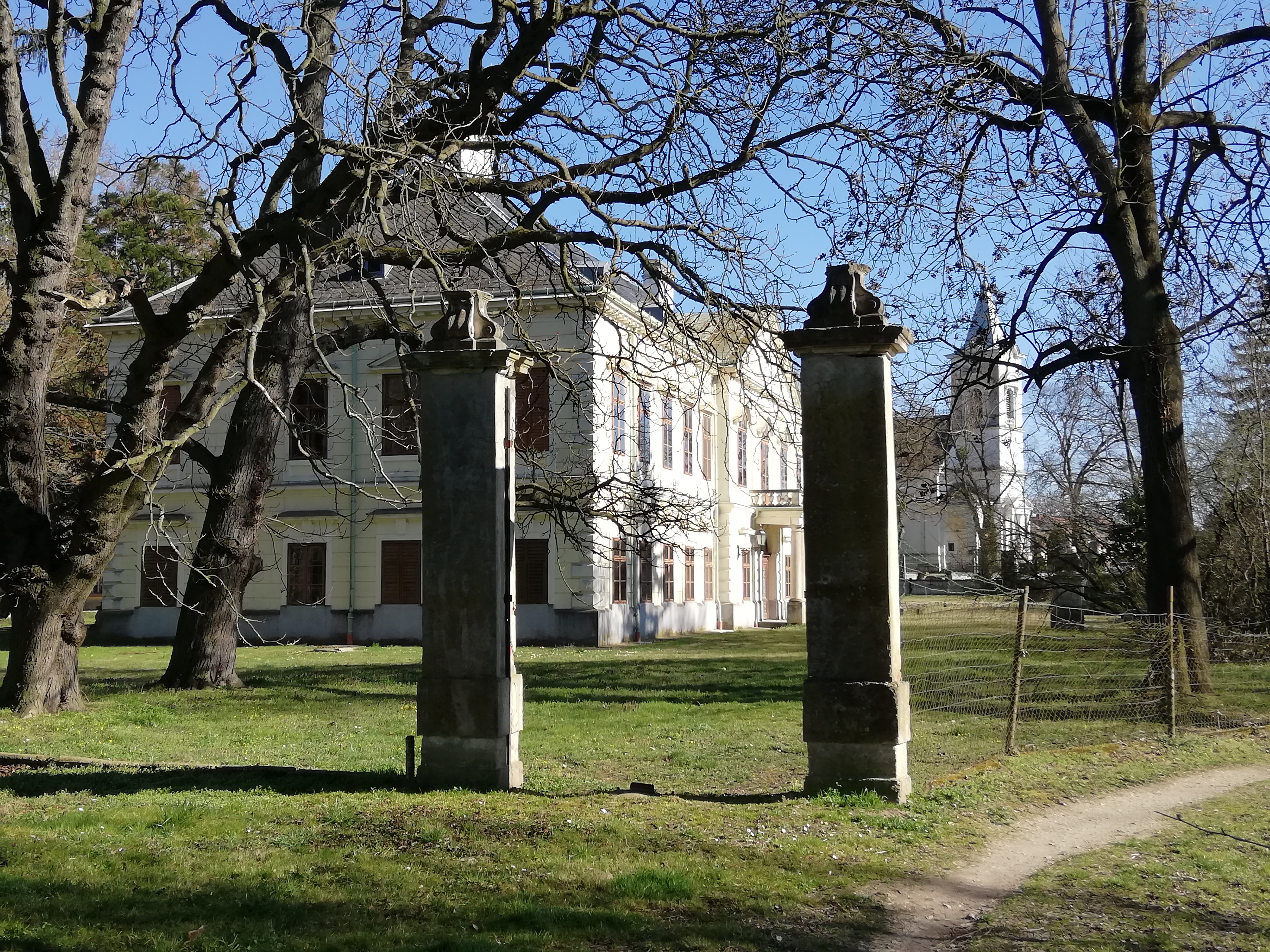
A kastély a park felől
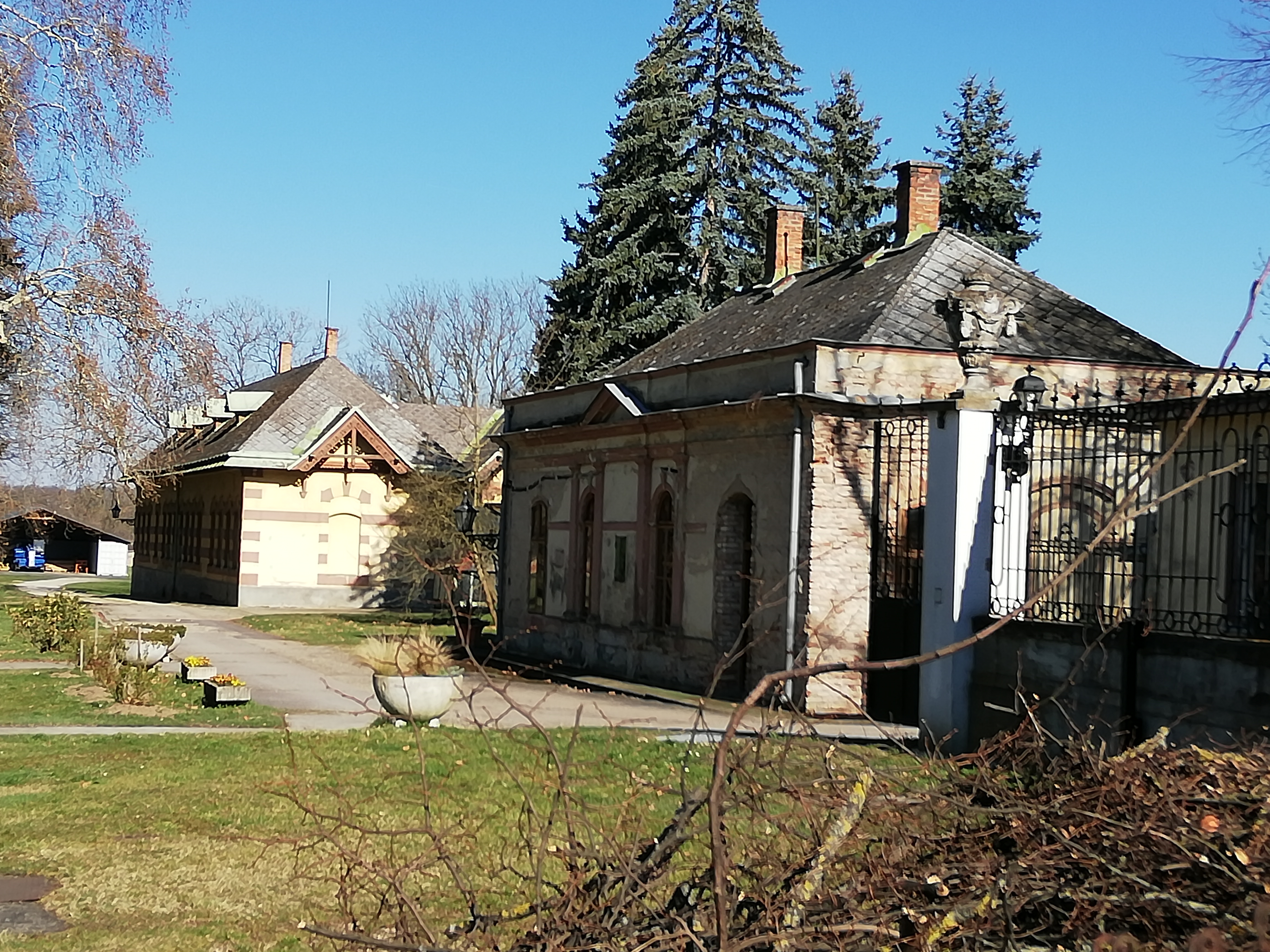
A kastély melléképületei
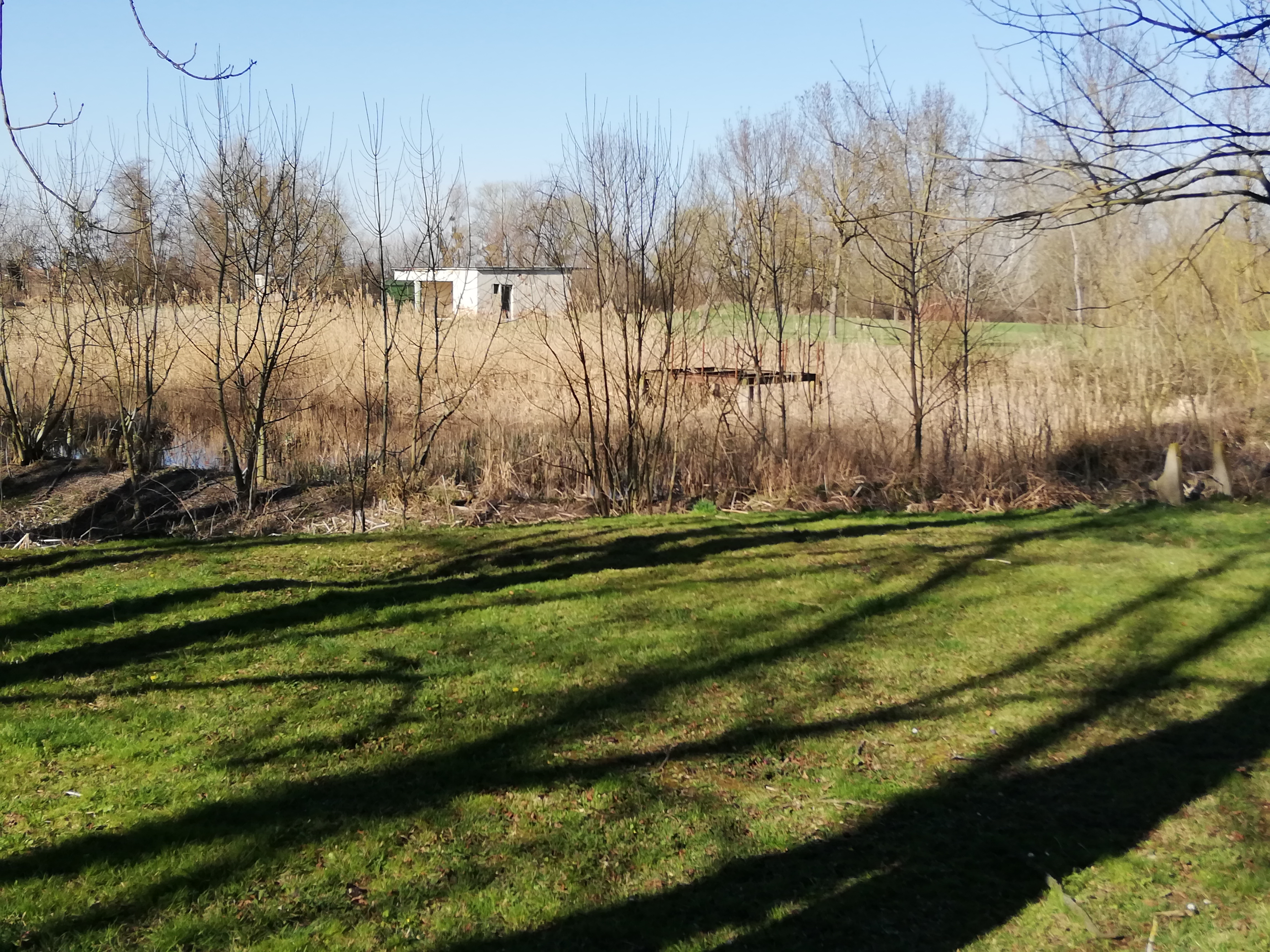
Az egykori park romjai
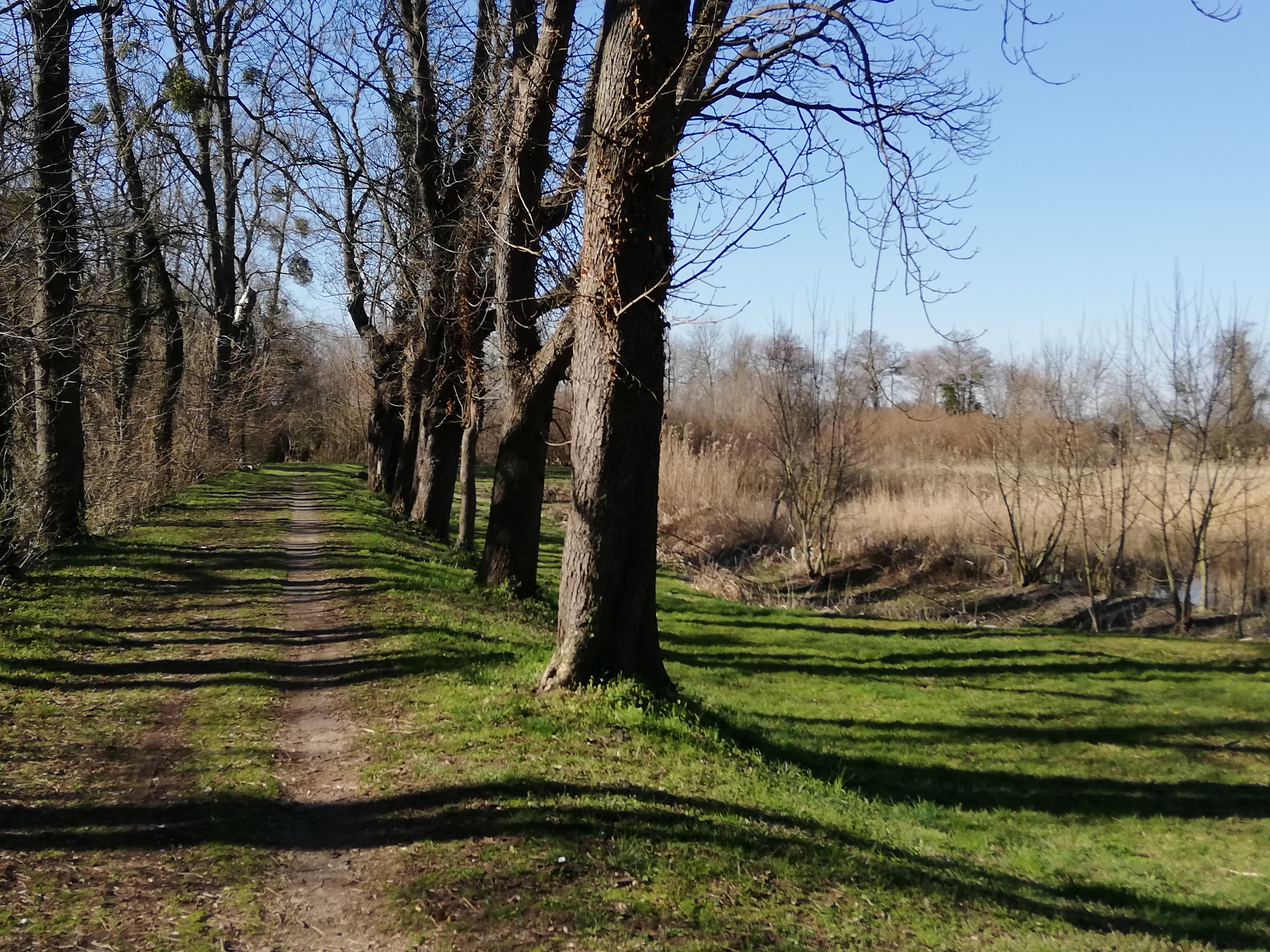
Fasor a hajdani kastélyparkban
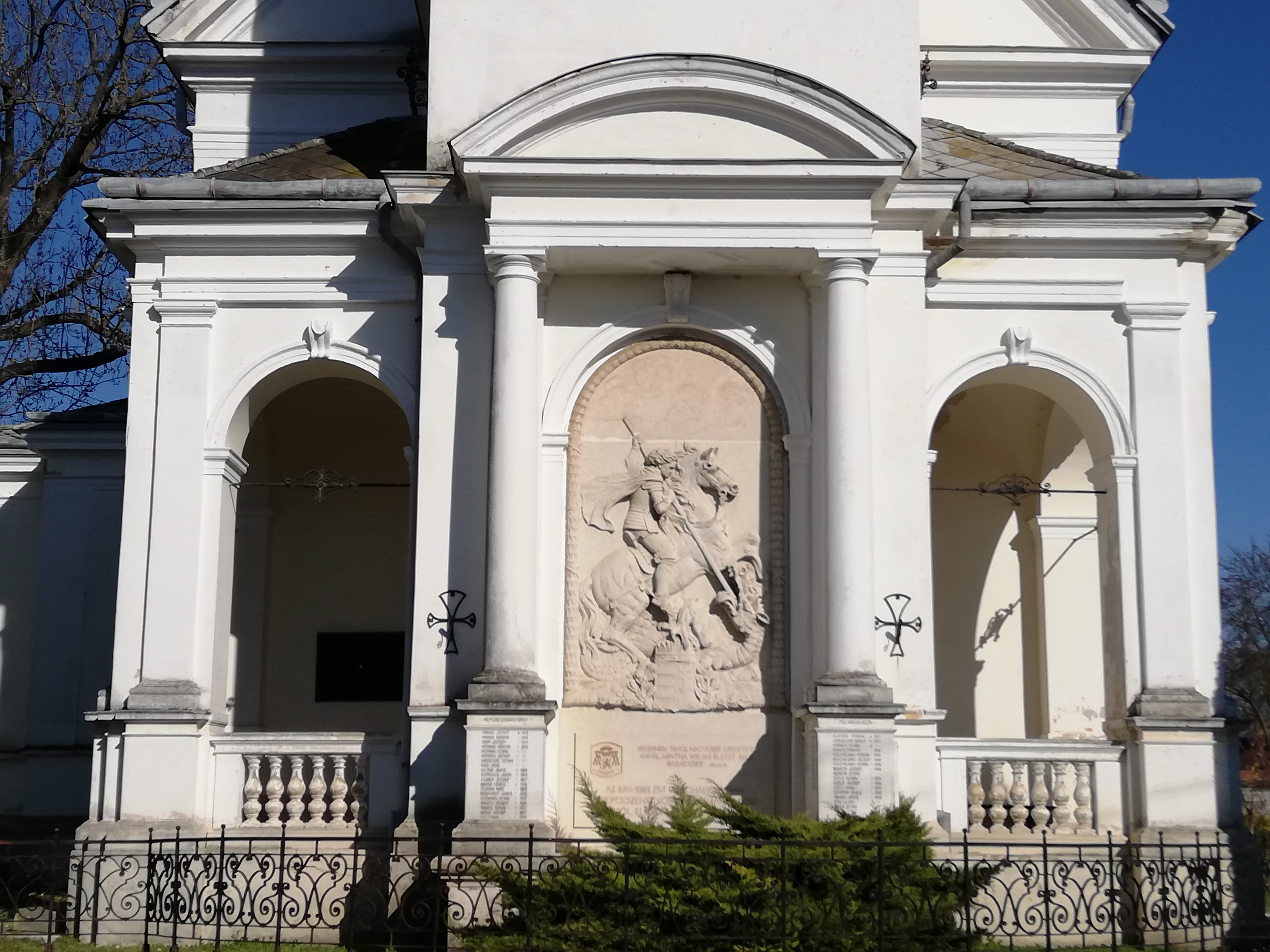
A templom homlokzati része
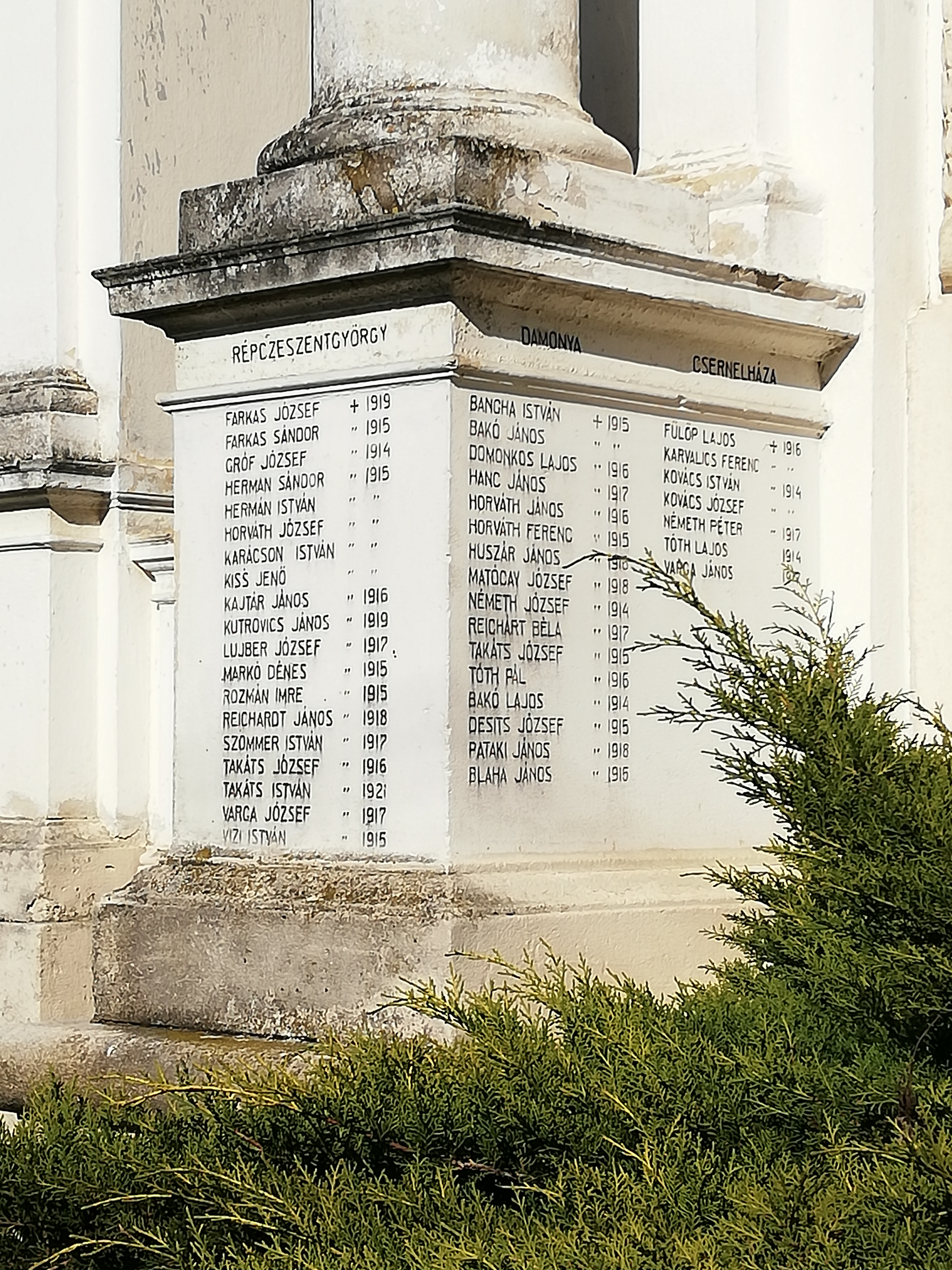
I. világháborús helyi és környékbeli áldozatok emléktáblái
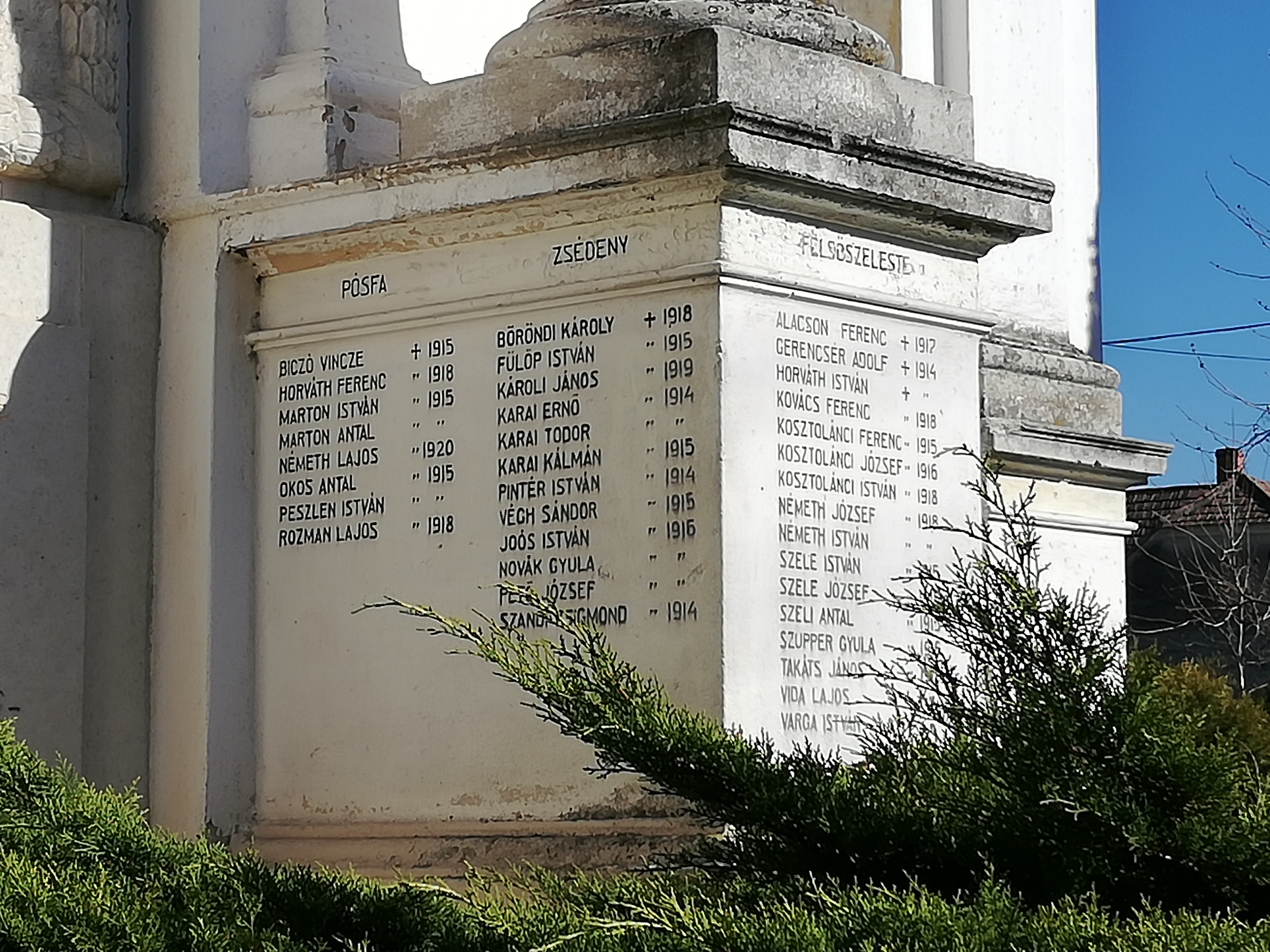
Zsédenyi, pósfai és felsőszelestei I. világháborús áldozatok emléktáblái a templom előtt
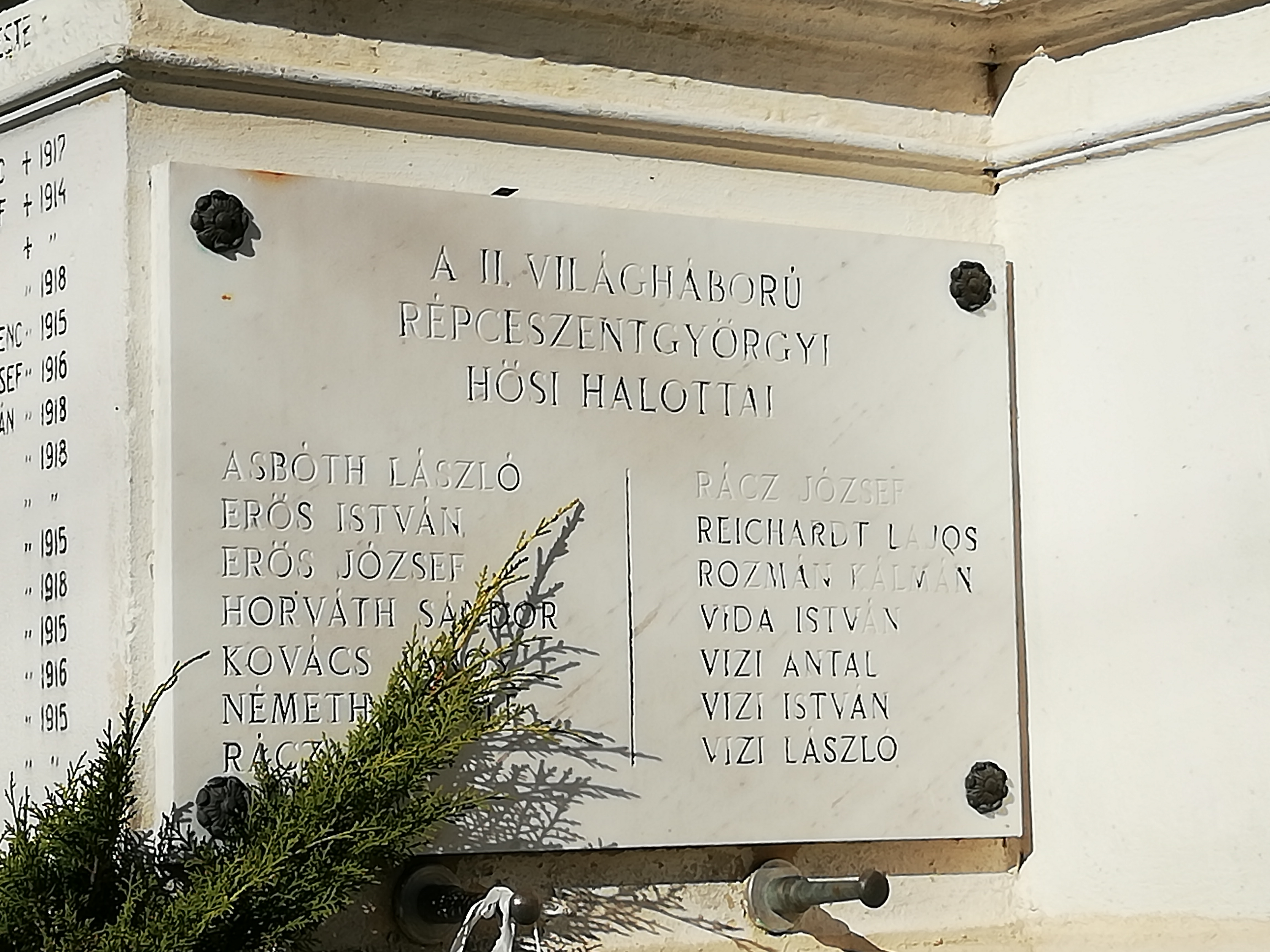
A II. világháborús helyi áldozatok emléktáblája
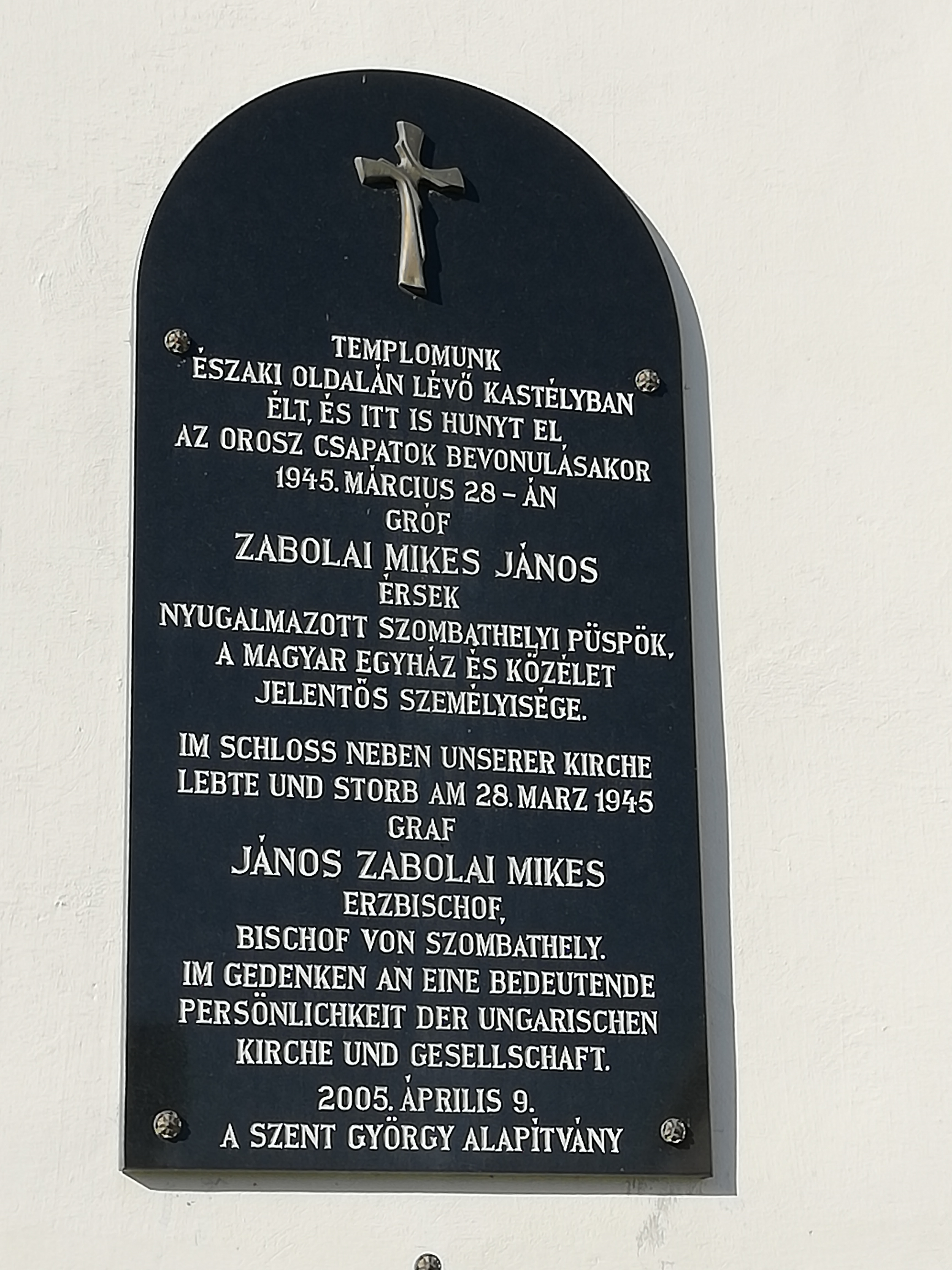
Mikes János érsek emléktáblája a templom falán

## Külső hivatkozások
- Répceszentgyörgy térképe Archiválva 2011. május 16-i dátummal a Wayback Machine-ben
- Répceszentgyörgy az utazom.com honlapján